# Monethe albertus
Monethe albertus is een vlindersoort uit de familie van de prachtvlinders (Riodinidae), onderfamilie Riodininae.
Monethe albertus werd in 1862 beschreven door C. & R. Felder.